# 33931 Alexeysergeyev
33931 Alexeysergeyev este o planetă minoră (asteroid), cu un diametru de 2,297 km, din centura de asteroizi. A fost descoperită pe 6 iunie 2000 la Stația Anderson Mesa de Lowell Observatory Near-Earth-Object Search. 
Obiectul prezintă o orbită caracterizată de o semiaxă mare de 2,3132963 UAi, o excentricitate de 0,18, o înclinație de 3,6423 ° în raport cu ecliptica.